# Hypsoblennius gentilis
Hypsoblennius gentilis es una especie de pez de la familia Blenniidae en el orden de los Perciformes.

## Morfología
Los machos pueden llegar alcanzar los 15 cm de longitud total.

## Alimentación
Come invertebrados  bentónicos y algas.

## Reproducción
Es ovíparo.

## Hábitat
Es un pez de mar y de clima subtropical  que vive hasta los 25 m de profundidad.

## Distribución geográfica
Se encuentra desde California (Estados Unidos) hasta la Península de Baja California (México) y el Golfo de California.